# Vojtěch Vodochodský
Vojtěch Vodochodský (*3. srpen 1994 Hradec Králové) je český herec.

## Životopis
Jeho otcem je herec a kuchař Ivan Vodochodský, sestrou herečka Tereza Vodochodská. Vyrůstal v Hradci Králové. V pěti letech se poprvé objevil na divadelních prknech společně se svým otcem a svou sestrou v inscenaci Vladimíra Morávka. Vystudoval jazykové gymnázium a poté herectví na pražské DAMU, poté přešel na volnou nohu a hostoval v několika pražských divadlech.
Ztvárnil menší role v seriálech Ohnivý kuře, Případ Roubal nebo Ochránce. V roce 2022 vstoupil do širšího povědomí rolí Petra Sepešiho v minisérii Iveta. Vodochodský a Anna Fialová (představitelka titulní hrdinky, zpěvačky Ivety Bartošové) zpívali veškeré party sami.

## Filmografie
| Rok       | Název                         | Role                                        | Poznámky                                              |
| --------- | ----------------------------- | ------------------------------------------- | ----------------------------------------------------- |
| 2016–2018 | Ohnivý kuře                   | číšník Ivan                                 | televizní seriál, vedlejší role                       |
| 2017      | Kapitán Exner                 | mladík                                      | televizní seriál, díl: Znamení lyry – 1. část         |
| 2018      | Dáma a Král                   |                                             | televizní seriál, díl: Křidýlko, stehýnko nebo vražda |
| 2018      | Modrý kód                     |                                             | televizní seriál, díl: Výbuch                         |
| 2018      | Profesor T.                   | Filip                                       | televizní seriál, díl: Dvojí život                    |
| 2018      | Specialisté                   | Filip Gajdůšek                              | televizní seriál, díl: Hon na Gekkona                 |
| 2018      | Jan Palach                    | student                                     |                                                       |
| 2018–2019 | Krejzovi                      | Doručovatel                                 | televizní seriál                                      |
| 2019      | Ve jménu Republiky!           |                                             | studentský film                                       |
| 2020      | Cesta za oceán                | voják                                       | televizní seriál, díl: Zborcený trůn                  |
| 2021      | Případ Roubal                 | Bc. Roman Kraus, asistent státní zástupkyně | minisérie, vedlejší role                              |
| 2021      | Slunečná                      | MVDr. Ivan Rokyta                           | televizní seriál                                      |
| 2021      | Ochránce                      | Miroslav Slaboch                            | televizní seriál, díl: Tichá dohoda                   |
| 2021      | Pan profesor                  | Jan Kamenický                               | televizní seriál, díl: Syn                            |
| 2021      | Dvojka na zabití              |                                             | televizní seriál, díl: Vražda z druhé ruky            |
| 2022      | Iveta                         | Petr Sepeši                                 | minisérie, hlavní role                                |
| 2022      | Dobré zprávy                  | Petr Dvořák                                 | televizní seriál                                      |
| 2022      | Arvéd                         | Vlastík                                     |                                                       |
| 2022      | BANGER.                       |                                             |                                                       |
| 2022      | Párty Hárder: Summer Massacre |                                             |                                                       |
| 2022      | Král Šumavy                   | Zdeněk Vyleta                               | seriál                                                |
| 2022      | Pozadí událostí               | Mgr. David Zábrana                          | televizní seriál                                      |
| 2023      | Sex O'Clock                   | Koudy                                       | televizní seriál                                      |
| 2023      | Zlatá labuť                   | Vojtěch Laňka                               | film                                                  |
| 2024      | Vlny                          | Tomáš Havlík                                | film, hlavní role                                     |
| 2024      | 40 rolí                       |                                             | film                                                  |

## Divadelní role, výběr
- 2016 William Shakespeare: Večer tříkrálový aneb Cokoli chcete, první strážný a sluha, Letní shakespearovské slavnosti, režie Jana Kališová
- 2018 Zdeněk Jirotka, Petr Vacek: Saturnin, Milouš (v alternaci s Martinem Letákem), Divadlo Na Jezerce, režie Petr Vacek
- 2019 Ivan Hlas, Adam Skala, Kamila Krbcová: Šakalí léta, Eda (v alternaci s Danielem Krejčíkem), Divadlo Na Fidlovačce, režie Adam Skala
- 2019 David Ebershoff, Kateřina Jonášová: Dánská dívka, Henrik (v alternaci s Petrem Kolmanem), Divadlo na Fidlovačce, režie Jakub Čermák
- 2019 David Foster Wallace: Krátké rozhovory s odpornými muži, Kluk 2, Divadlo Na zábradlí, režie Adam Svozil
- 2021 Tomáš Vorel, Lumír Tuček, Michal Vích: Kouř, Arnoštek (v alternaci s Martinem Písaříkem), Divadlo na Fidlovačce, režie Šimon Caban